# フォンテーヌブロー条約 (1745年)

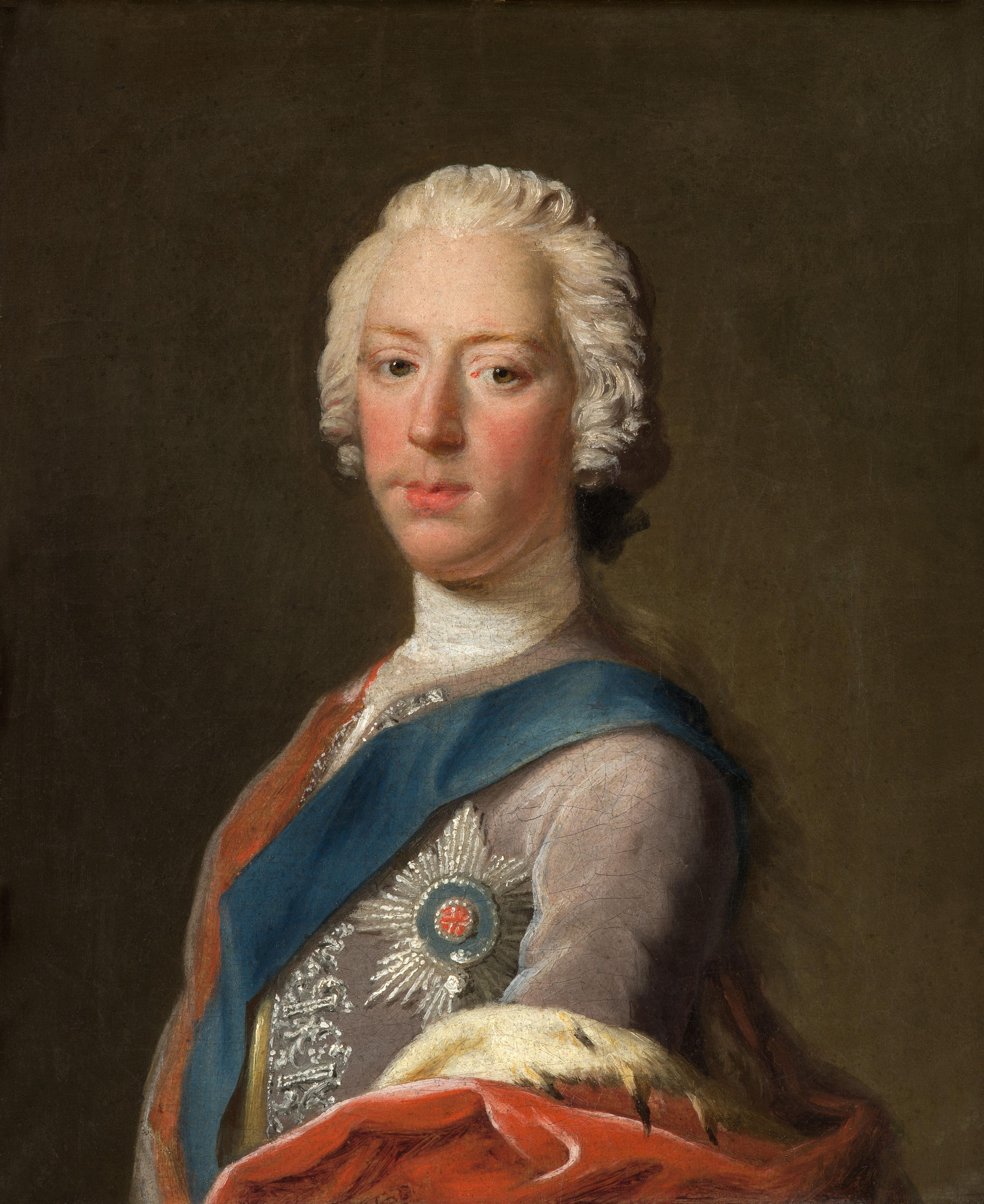
チャールズ・エドワード・ステュアートの肖像画、1745年作。

フォンテーヌブロー条約（フォンテーヌブローじょうやく、英: Treaty of Fontainebleau, 仏: Traité de Fontainebleau）は、1745年10月24日にフォンテーヌブローで締結された、フランス王ルイ15世とグレートブリテン王国およびアイルランド王国の王位請求者（ジャコバイト）チャールズ・エドワード・ステュアートの間の条約。
条約により、フランスとジャコバイトは対ハノーファー選帝侯兼グレートブリテン王ジョージ2世の軍事同盟を締結した。